# Alloy 926
Alloy 926 (Werkstoffnummer 1.4529) ist ein austenitischer (kubisch-flächenzentriertes Gefüge), nichtrostender Sonderedelstahl. Dieser Edelstahl ist eine Weiterentwicklung von Alloy 904l (1.4539). Allerdings wurde der Molybdängehalt auf 6,5 % angehoben und der Werkstoff mit 0,2 % Stickstoff versehen. Hierdurch konnte die Beständigkeit gegen Loch- und Spaltkorrosion verbessert werden. Die Beständigkeit gegen durch Lochkorrosion induzierte Spannungsrisskorrosion steigt ebenfalls.
Die UNS-Nummer des Werkstoffes ist N08926. Weitere Markennamen sind Alloy 6Mo und Cronifer 1925hMo.
Dieser Werkstoff wurde von ThyssenKrupp VDM (heute VDM Metals) in den 1980er Jahren entwickelt. Ein ähnlicher Werkstoff ist Alloy 254SMO (1.4547), welcher von Avesta in Schweden entwickelt wurde. Dieser hat allerdings einen niedrigeren Nickelgehalt.

## Haupteinsatzgebiete
Anwendung findet Alloy 926 vor allem in:
- Konzentrations- und Kristallisationsanlagen bei der Salzgewinnung durch Verdampfung
- Kondensatorrohre und Rohrleitungssysteme in Kraftwerken mit stark verunreinigtem Kühlwasser
- Pumpenstangen für Ölförderanlagen
- Verdampfern, Wärmetauschern, Tankauskleidungen und bei der Phosphorsäureproduktion
- Tanks für den Transport aggressiver chemischer Produkte
- Verteilersysteme und Kühler für Schwefelsäureanlagen
- Feuerlöschsysteme, Meerwasserfiltrierung, Hydraulik- und Injektionssysteme der Offshoretechnik
- Flexible Rohre in der Offshore-Industrie
- in Schwimmbädern

Im Schwimmbadbau ist der Werkstoff nach dem Unfall in Uster in die Baunorm aufgenommen worden und wird verbindlich vorgeschrieben. Bei dem Unfall ist die Hallenbaddecke während des Badebetriebs heruntergefallen, etliche Menschen kamen dabei ums Leben. Grund hierfür war chlorinduzierte Spannungsrisskorrosion.
Alloy 926 zeichnet sich aus durch:
- Zulassung für Druckbehälter mit Temperaturen zwischen −196 und 400 °C
- erhöhte Beständigkeit gegen Spannungsrisskorrosion im Vergleich zu anderen austenitischen Edelstählen
- ausgezeichnete allgemeine Korrosionsbeständigkeit im Bereich oxidierender und auch reduzierender Medien
- geringere Neigung zur Bildung von intermetallischen Phasen verglichen mit ähnlichen Stählen mit nur 18 % Nickel
- sehr gute Beständigkeit gegen Loch- und Spaltkorrosion
- Bauaufsichtliche Zulassung für Bauteile und Verbindungsmittel aus nichtrostenden Stählen, Deutsches Institut für Bautechnik, September ‘98

## Chemische Zusammensetzung
| C 0 - 0,02 % | Si 0 - 0,5 %     | Mn 0 - 1,0 %   | P 0 - 0,03 %   | S 0 - 0,005 % | Cr 20,0 - 21,0 % |
| Mo 6,0 - 6,8 | Ni 24,5 - 25,5 % | N 0,18 - 0,2 % | Cu 0,8 - 1,0 % | Fe Rest       |                  |

## Besondere Eigenschaften
| Temperaturbereich         |  | Korrosionswerkstoff nach Vd-TÜV bis 400°C    |
| Schmelztemperaturbereich  |  | 1320 - 1390 °C                               |
| Dichte                    |  | 8,14 g/cm³                                   |
| ISO-V Kerbschlagzähigkeit |  | Mittelwert bei RT längs und quer ≥ 150 J/cm² |

Der Werkstoff besitzt die ISO 15156 / NACE MR0175 Klasse 5 für Sauergasanwendungen in der Öl- und Gasindustrie und wird im VdTÜV-Merkblatt 502 beschrieben. Die Wirksumme beträgt 47.

## Schweißzusatzwerkstoffe
Mit folgenden Schweißzusatzwerkstoffen kann geschweißt werden:
- SG-NiCr23Mo16, Werkstoff-Nr. 2.4607, AWS A5.14, ERNiCrMo-13
- EL-NiCr22Mo16, Werkstoff-Nr. 2.4609, AWS A5.11, ENiCrMo-13
- SG-NiCr21Mo9Nb, Werkstoff-Nr. 2.4831, FM 625, AWS A5.14, ERNiCrMo-3
- EL-NiCr20Mo9Nb, Werkstoff-Nr. 2.4621, AWS A5.11, ENiCrMo-3

Schweißverfahren: WIG, WIG-Heißdraht, Plasma, MIG/MAG, UP und E-Hand.